# マミー・フィップス・クラーク
マミー・フィップス・クラーク（Mamie Phipps Clark、1917年4月16日 - 1983年8月11日）は、アメリカ合衆国の心理学者。

## 概要
マミー・クラークらの研究は、黒人と白人の学生を分離した学校の設立を定めた州法がアメリカ合衆国憲法修正第14条（法の下における平等保護条項）に違反するとのブラウン対教育委員会裁判の判決に決定的な影響を与え、学齢期の子どもに対する人種差別の影響に光をもたらし、心理学の分野と当時の社会運動に重要な貢献をした。
マミー・クラークは、アーカンザスの黒人プレスクールについて修士論文”The Development of Consciousness of Self in Negro Pre-School Children（邦訳：黒人就学前児童の自己意識の発達）”を執筆した。修士論文にはアフリカ系アメリカ人の子供の人種に対する態度と、子供の人種に関する自己認識に人種分離が影響を与えていることを検証した人形実験が含まれている。人形実験から人種分離政策により人種によって分離された学校に登校する子供は黒人の人形よりも白人の人形で遊ぶ傾向にあることが明らかになった。この研究はブラウン対教育委員会裁判に強い影響を与え、就学児に及ぼす人種分離政策の影響を公にしたものであった。

## 経歴
1917年4月18日、マミー・クラークは医師である父親のハロルド・H・フィップスと、夫の医療活動を積極的に支援した主婦である母親のケイティ・フローレンス・フィップスのもと、アーカンソー州のホットスプリングスで生まれた。父親はイギリス領西インド諸島出身である。
マミー・クラークは17歳でラングストン高校を卒業後、黒人学生によっては大変難関であった複数の奨学金を獲得した。その中には国内で最も有名な黒人大学であるテネシー州のフィスク大学とワシントンD.C.のハワード大学があった。
1934年にハワード大学の物理学科数学専攻に入学。そこでマミー・クラークは将来の夫であるケネス・バンクロフト・クラークとの出会いを機に心理学への関心を深めた。最終学年だった1937年にはケネス・バンクロフト・クラークと駆け落ちした。
1938年ハワード大学を優等で卒業したのち、心理学の大学院プログラムに入学。黒人の子供たちの「自己」への気づき、および特定の人種グループに属していることへの気づきを扱った修士論文"The Development of Consciousness of Self in Negro Pre-School Children（邦訳：黒人就学前児童の自己意識の発達）"は、アメリカの公立学校で人種差別を違憲とするブラウン対教育委員会裁判の判決の根拠として歴史的な彼女の一連の代表研究の始まりであった。彼女は、子どもたちが幼少期の非常に早い時期（おそらく4歳か5歳まで）に「黒さ」に気づいたことから「人種意識」の根拠が明らかな身体的特徴からなると定義した。またこれは有名な人形研究の基礎と指針となった。
マミー・クラークは1983年に66歳で亡くなり、2人の子供と夫ケネス・クラークを残した。

## 人形実験
マミー・クラークの人形実験は彼女の修士論文を継続して拡張した研究である。人形実験は1954年のブラウン対教育委員会裁判の判決において人種分離政策は子供に心理的な害を引き起こすことを証明するという重要な役割を果たした。マミー・クラークは彼女の夫ケネスとともに実験を行なった。この研究での結果は判決史上、確かな証拠として提出された初めての社会科学研究となった。
研究では肌色以外は全く同質の人形4体が用いられた。3-7歳の子供達に対し、人種に関するアイデンティの認識と選好についての質問を行なった。人形実験では以下の内容が質問された。

「あなたが一番好きな、それか、一番遊びたい人形を教えて」
「『良い』人形を教えて」
「白人の子供みたいに見える人形を渡して」
「黒人の子供みたいに見える人形を渡して」

「自分と似ている人形を渡して」
この実験は、すべての質問に対して、白人の人形が好まれる傾向と白人の人形に対して正の行動を示すことが明らかにされた。マリー・クラークは「偏見、差別、人種分離」が黒人の児童に劣等感や自己嫌悪をさらに発展させていると結論づけた。マリー・クラークは、「もし社会が白人の方が良いというならば、白人だけでなく黒人もそう信じるようになります。そして、子供は自身の人種を否定することで劣等感から逃れようとしている恐れがあります。」と結論づけた。元の実験ではマリー・クラークと夫ケネス・クラークが実施した他の実験方法に基づくものである。夫ケネス・クラークが行なった人種分離のされた学校に通う別地域の子供300人を対象としたインタビューからも同じ結果が得られた。
人形実験の中で、マリー・クラークは少年と少女の輪郭の線画を配り、子供自身と同じ肌の色を塗るように伝える実験を行い、黒人の子供達は肌の色を白や黄色に塗ったことも明らかにした。
以上の人形実験の結果から、人種分離政策は就学児に負の影響を及ぼすことを明らかにした。

## 受賞
マミー・クラークの業績は、人種差別やステレオタイプに影響を与え、発達心理学や人種の心理学(the psychology of race)の分野において重要な貢献をもたらした。彼女はUSAFIに心理学の研究員として在籍した。
1983年には100人の黒人女性の国民連合のキャンディス賞 を人道主義を理由に受賞。